# Empidonax traillii
El  mosquero saucero (Empidonax traillii) es una especie de ave paseriforme de la familia Tyrannidae perteneciente al numeroso género Empidonax. Es un ave migratoria que anida en América del Norte e inverna en el suroreste de México, en América Central y en el noroeste de América del Sur. 

## Otros nombres comunes
Se le conoce también como atrapamoscas saucero o atrapamoscas de Traill (en Colombia), atrapamoscas pálido (en Venezuela), bobito de Traill o bobito de los sauces (en Cuba), mosquerito de sauces (en Honduras, Ecuador, Perú y Panamá), mosquerito de Traill (en Costa Rica), papamoscas saucero (en México) o mosqueta saucera.

## Distribución y hábitat
Su área de nidificación se extiende por el sur de Canadá, desde el sur de la Columbia Británica hasta el sur de Saskatchewan, y desde el sureste de Ontario hasta las Provincias marítimas, y por casi todo Estados Unidos con excepción del sureste (desde el centro de Texas hasta el sur de Virginia); en los otoños boreales migra hacia el sur y pasa la temporada no reproductiva en el suroeste de México, pendiente del Pacífico de Guatemala, El Salvador, Honduras, Nicaragua, Costa Rica, Panamá y pendiente caribeña de Honduras y Nicaragua, y desde el noroeste de Venezuela, por Colombia y este de Ecuador, su presencia más al sur, en Perú y Bolivia es algo incierta debido a la confusión de identificación existente con el mosquero alisero (Empidonax alnorum). Se registra su pasaje migratorio por Belice y como vagante accidental en Cuba y Puerto Rico.
Su hábitat reproductivo se compone preferentemente de áreas arbustivas húmedas templadas, a menudo con cursos de agua o humedales, en California por ejemplo, se restringe exclusivamente a enmarañados de sauces sea a lo largo de cursos de agua, en valles anchos, en el fondo de cañones, o en las márgenes de lagos y lagunas. En el suroeste de Estados Unidos ocurre en bosques riparios con o sin arbustos, y en el oeste ocurre en los bordes de clareras, en tierras bajas con matorrales, en parques montanos o a lo largo de cursos de agua, hasta los 2500 m de altitud.
Durante la invernada habitan en clareras arbustivas, bosques ligeros, islas ribereñas y bordes de selvas húmedas tropicales y subtropicales, hasta los 1000 m de altitud.

## Sistemática

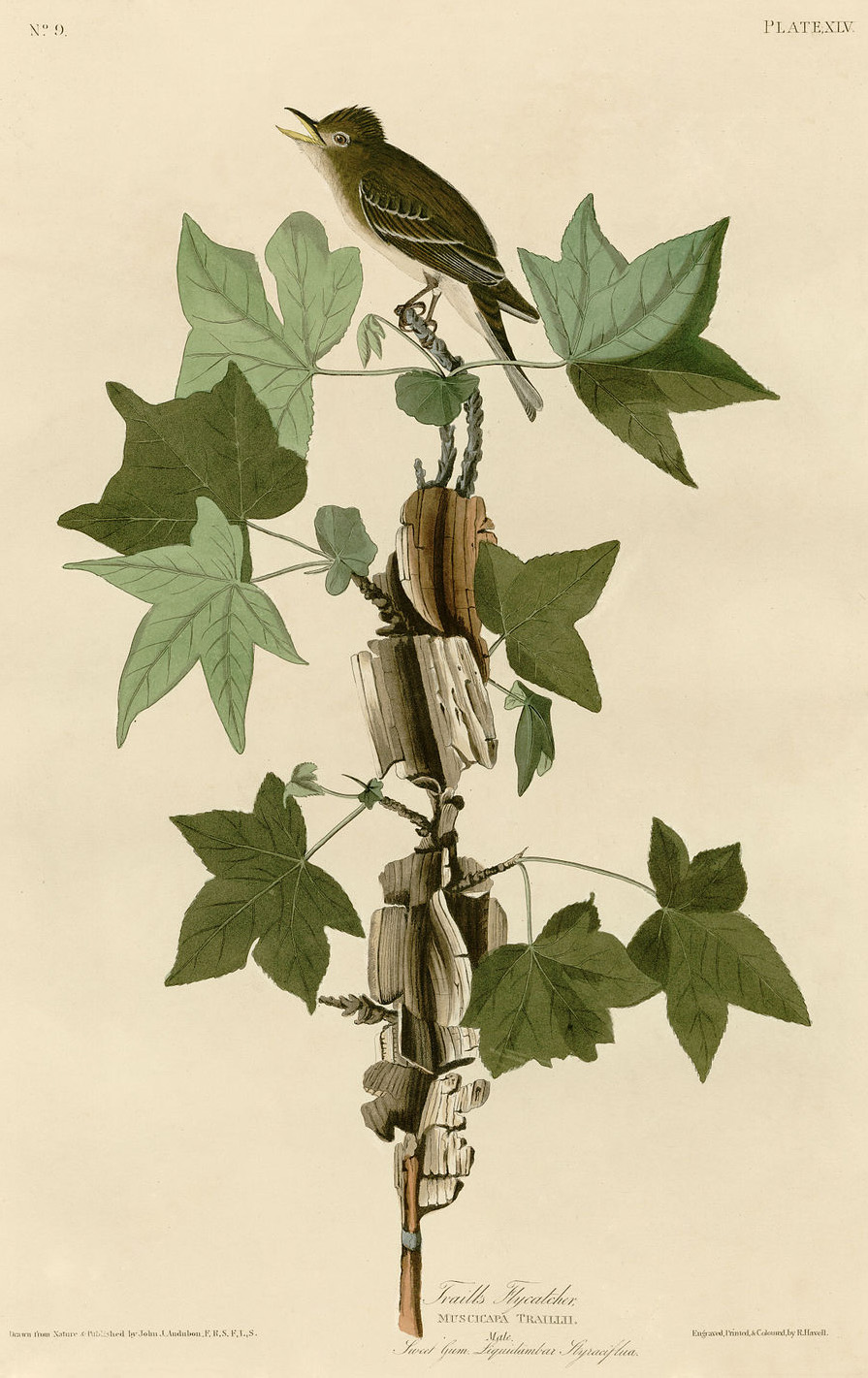
Muscicapa traillii ilustración de Audubon, en The Birds of America, 1828.

### Descripción original
La especie E. traillii fue descrita por primera vez por el ornitólogo e ilustrador estadounidense John James Audubon en 1828 bajo el nombre científico Muscicapa traillii; su localidad tipo es: «bosques a lo largo de praderías del río Arkansas».

### Etimología
El nombre genérico masculino «Empidonax» se compone de las palabras del griego «empis, empidos» que significa ‘mosquito’, ‘jején’, y «anax, anaktos» que significa ‘señor’; y el nombre de la especie «traillii», conmemora al zoólogo escocés Thomas Stewart Traill (1781–1862).

### Taxonomía
La especie Empidonax alnorum, de apariencia muy similar, fue tratada como una subespecie de la presente, pero fueron separadas con base en las significativas diferencias vocales. Las subespecies descritas E. traillii zopholegus Oberholser, 1947 y E. traillii campestris Aldrich, 1951 se consideran sinónimos de la nominal.

### Subespecies
Según las clasificaciones del Congreso Ornitológico Internacional (IOC) y Clements Checklist/eBird se reconocen cuatro subespecies, con su correspondiente distribución geográfica:
- Empidonax traillii traillii (Audubon, 1828) – sur de Canadá (Alberta, Saskatchewan, Ontario, Quebec) y centro norte y noreste de Estados Unidos; inverna principalmente de Panamá a Ecuador.
- Empidonax traillii brewsteri Oberholser, 1918 – extremo suroeste de Canadá (suroeste de la Columbia Británica) sur y oeste de la cordillera de las Cascadas hasta el sureoste de California (al oeste de Sierra Nevada); inverna probablemente en el oeste de México al sur hasta Panamá.
- Empidonax traillii adastus Oberholser, 1932 – suroeste de Canadá (sur de la Columbia Británica) all sur hasta el este de California (al este de la Sierra Nevada) y en la Gran Cuenca y en las montañas Rocosas; inverna principalmente en el oeste de México al sur hasta Costa Rica.
- Empidonax traillii extimus A.R. Phillips, 1948 – sureoste de Estados Unidos (suroeste de Utah hasta el sur de California y oreste de Nuevo México; presumiblemtne inverna en el oeste de México al sur hasta Costa Rica.